# Grim (Kristiansand)
58°8′53″N 7°58′28″Ø / 58.14806°N 7.97444°Ø
Grim er en bydel i Kristiansand, og omfattet oprindelig et meget større område end i dag. 
Byen blev grundlagt på grund fra  gårdene Grim, som var delvis krongods, og Eg. Området som blev kaldt Grimsmoen blev overdraget i 1643 og 1644 og er i dag byens centrum og kaldes Kvadraturen efter den kvadratiske byplan som blev udarbejdet efter renæssancens strenge idealer. Navnet Sanden bruges også når der refereres til Grimsmoen.
I dag er bydelen Grim en af byens 19 delområder, med 5 093 indbyggere (1. januar 2005). Beboelsesområderne på Dueknipen/Bellevue/Møllevannsveien, Grimsmyra/Grimsvollen/Artillerivollen, Kolsberg, Møllevann, Klappane, Enrum/Ravnedalen, Paradis og Krossen/Suldalen/Dalane samt de ubebyggede dele af Gråmannsheia og vestre del af Bymarka tilhører bydelen Grim.
Grim er et præstegæld og sogn i Kristisansand provsti i Agder og Telemark bispedømme. Grim kirke er en arbejdskirke tegnet af Alv Erikstad og opført i 1969 i beton. Den haver 750 pladser. Hellemyr ble skillet ud som eget sogn 30. november 1997.
I bydelen ligger Christianssands Bryggeri, der blev grundlagt i 1859.